# 大事
| ウィキペディアには「大事」という見出しの百科事典記事はありません（タイトルに「大事」を含むページの一覧/「大事」で始まるページの一覧）。 代わりにウィクショナリーのページ「大事」が役に立つかもしれません。 |